# Camp Wilder
Camp Wilder é uma sitcom estadunidense sobre uma família que vive no subúrbio de Los Angeles, Califórnia, e que foi ao ar pela primeira vez em 18 de setembro de 1992 no canal ABC, como parte de sua  programação TGIF (logo após o seriado Step by Step).
A série foi cancelada depois de 19 episódios devido à sua baixa audiência. Um 20° episódio chegou a ser produzido, porém nunca foi ao ar nos Estados Unidos. Camp Wilder também foi exibida no Reino Unido e na Alemanha, onde fez sucesso.

## Elenco
- Mary Page Keller ...  Ricky Wilder
- Jerry O'Connell ...  Brody Wilder
- Meghann Haldeman ...  Melissa Wilder
- Tina Majorino ...  Sophie Wilder
- Jay Mohr ...  Dorfman
- Hilary Swank ...  Danielle
- Margaret Langrick ...  Beth
- Jared Leto...Dexter

## Episódios
| Episódio # | Título do episódio                            | Data original em que foi ao ar |
| ---------- | --------------------------------------------- | ------------------------------ |
| 1-1        | "Bad Influence"                               | 18 de setembro de 1992         |
| 1-2        | "See Spot Go"                                 | 25 de setembro de 1992         |
| 1-3        | "The First Kiss"                              | 2 de outubro de 1992           |
| 1-4        | "To Protect and Serve"                        | 9 de outubro de 1992           |
| 1-5        | "Melissa's Friend"                            | 16 de outubro de 1992          |
| 1-6        | "Sophie's Birthday"                           | 23 de outubro de 1992          |
| 1-7        | "Spirit of Friendship"                        | 30 de outubro de 1992          |
| 1-8        | "It's a Wonderful Video"                      | 6 de novembro de 1992          |
| 1-9        | "Something Wilder"                            | 13 de novembro de 1992         |
| 1-10       | "Boy Loses Girl"                              | 20 de novembro de 1992         |
| 1-11       | "Jung at Heart"                               | 4 de dezembro de 1992          |
| 1-12       | "A Close Shave"                               | 18 de dezembro de 1992         |
| 1-13       | "Career Day"                                  | 8 de janeiro de 1993           |
| 1-14       | "I Love You, Margaret B. Sanger"              | 15 de janeiro de 1993          |
| 1-15       | "Bringing Up Brody"                           | 22 de janeiro de 1993          |
| 1-16       | "Forget-Me-Not"                               | 5 de fevereiro de 1993         |
| 1-17       | "Love Stinks"                                 | 12 de fevereiro de 1993        |
| 1-18       | "A Portrait of the Artist as a Young Dorfman" | 19 de fevereiro de 1993        |
| 1-19       | "That Was Thin, This is Now"                  | 26 de fevereiro de 1993        |

## Nomeações
| Ano  | Prêmio              | Resultado | Categoria                                            | Indicado         |
| ---- | ------------------- | --------- | ---------------------------------------------------- | ---------------- |
| 1993 | Young Artist Awards | Indicada  | Outstanding Actress Under Ten in a Television Series | Tina Majorino    |
| 1993 | Young Artist Awards | Indicada  | Best Young Actress in a New Television Series        | Hilary Swank     |
| 1993 | Young Artist Awards | Indicada  | Best Young Actress in a New Television Series        | Meghann Haldeman |